# Liste des ponts en arc les plus longs

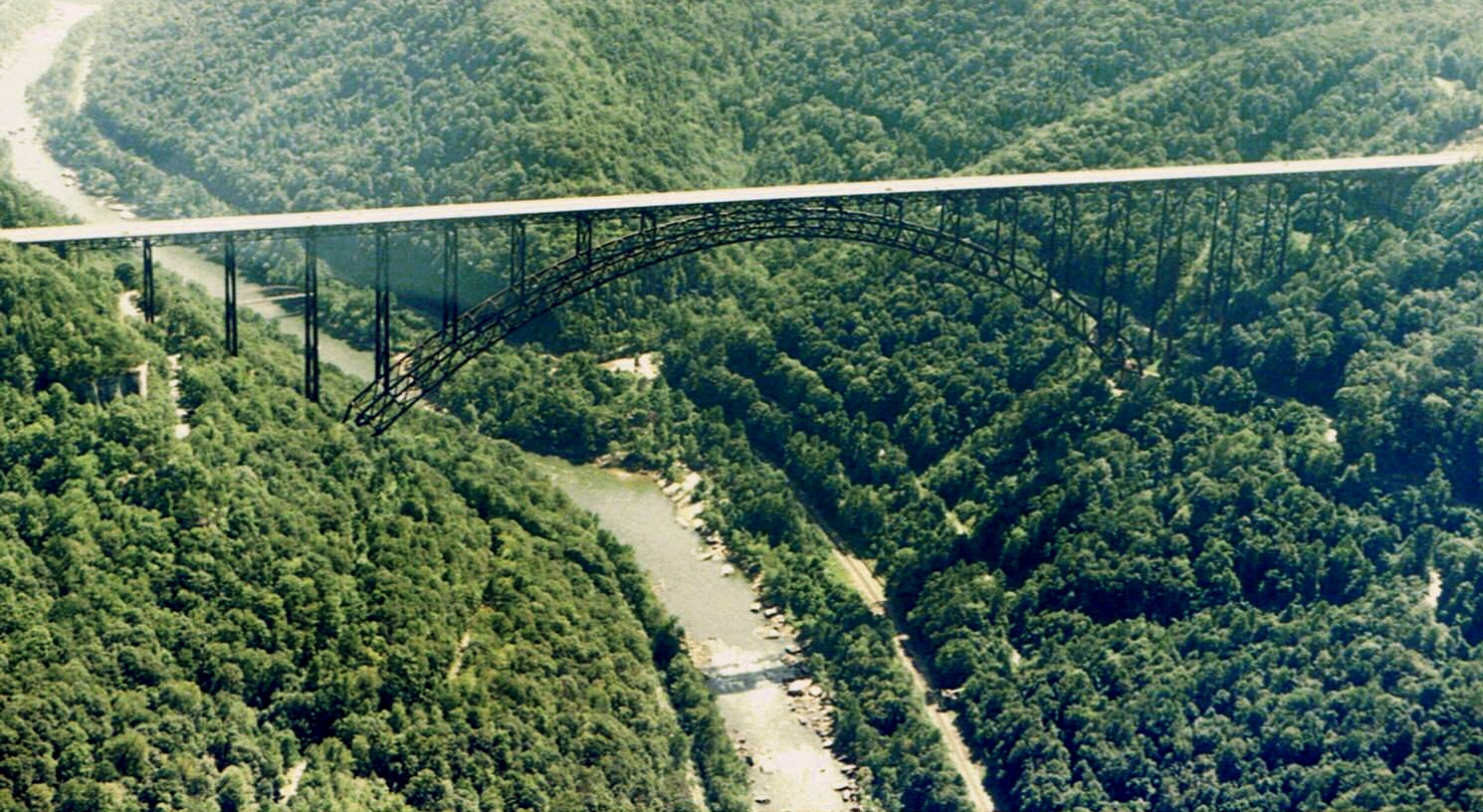
Le New River Gorge Bridge (États-Unis), plus grand pont en arc du monde de 1977 à 2003 et plus haut pont en arc jusqu'en 2001.

Cette liste des ponts en arc les plus grands au monde recense les ponts en arc présentant des portées supérieures à 200 m (distance entre les piles de la travée principale), classées par ordre décroissant de longueur. Cet indicateur de classement est le plus couramment utilisé pour hiérarchiser les ponts en arc. Si un pont a une longueur de travée supérieure à un autre, ce n'est pas pour autant que sa longueur de rive à rive ou de culée à culée est supérieure à celle de celui-ci.
La catégorie rang donne la classification de l'ouvrage parmi ceux présentés et propose un lien vers la fiche technique du pont sur le site Structurae, base de données et galerie internationale d'ouvrages d'art ou sur Arch-bridges.com site de l'université de génie civil de Fuzhou en Chine.
L'abréviation « CFST » désigne des structures constituées de tubes en acier remplis de béton (Concrete Filled Steel Tube en anglais).
La liste peut être triée selon les différentes entrées du tableau pour voir ainsi les ponts en arc de France ou en béton par exemple.

## Les plus longues portées principales
|                 | Rang                                                              | Nom                                          | Portée mètres | Longueur mètres | Matériau de l’arc | Date | Localisation                                                                   | Pays                      | Ref.       |
| --------------- | ----------------------------------------------------------------- | -------------------------------------------- | ------------- | --------------- | ----------------- | ---- | ------------------------------------------------------------------------------ | ------------------------- | ---------- |
|                 | 1                                                                 | Pont de Chaotianmen                          | 552           | 1741            | acier             | 2009 | Chongqing 29° 35′ 18,8″ N, 106° 34′ 39,3″ E                                    | Chine                     | [ 1 ]      |
|                 | 2                                                                 | Pont de Lupu                                 | 550           | 3900            | acier             | 2003 | Shanghai 31° 11′ 27,8″ N, 121° 28′ 35,7″ E                                     | Chine                     |            |
|                 | 3                                                                 | Pont de Bosideng                             | 530           | 841             | CFST              | 2012 | Xian de Hejiang, Sichuan 28° 53′ 31,9″ N, 105° 52′ 47,1″ E                     | Chine                     | ,          |
|                 | 4                                                                 | New River Gorge Bridge                       | 518           | 924             | acier             | 1977 | Fayetteville, Virginie-Occidentale 38° 04′ 08,6″ N, 81° 04′ 58,2″ O            | États-Unis                | [ 5 ]      |
|                 | 5                                                                 | Bayonne Bridge                               | 510           | 1761            | acier             | 1931 | Staten Island, New York - Bayonne, New Jersey 40° 38′ 30,7″ N, 74° 08′ 31,5″ O | États-Unis                |            |
|                 | 6                                                                 | Harbour Bridge                               | 503           | 1149            | acier             | 1932 | Sydney 33° 51′ 06,9″ S, 151° 12′ 39,1″ E                                       | Australie                 |            |
|                 | 7                                                                 | Pont de Wushan                               | 460           | 612             | CFST              | 2005 | Wushan, Chongqing 31° 03′ 47″ N, 109° 54′ 07,6″ E                              | Chine                     |            |
|                 | 8                                                                 | Pont de Mingzhou                             | 450           | 1250            | acier             | 2011 | Ningbo, Zhejiang 29° 54′ 48,1″ N, 121° 39′ 04,1″ E                             | Chine                     | [ 6 ]      |
| Image manquante | 9                                                                 | Pont de Zhaoqing                             | 450           | 618             | acier             | 2014 | Zhaoqing, Guangdong 23° 07′ 28,9″ N, 112° 24′ 07,8″ E                          | Chine                     | [ 7 ]      |
|                 | 10                                                                | Pont de Qinglong                             | 445           | 721             | béton             | 2016 | Xian de Qinglong, Guizhou 25° 57′ 00,7″ N, 105° 15′ 18,4″ E                    | Chine                     |            |
|                 | 11                                                                | Pont de Zhijinghe                            | 430           | 547             | CFST              | 2009 | Dazhipingzhen, Hubei 30° 37′ 33,5″ N, 110° 11′ 48,8″ E                         | Chine                     |            |
|                 | 12                                                                | Pont de Xinguang                             | 428           | 782             | acier             | 2008 | Guangzhou, Guangdong 23° 03′ 10″ N, 113° 19′ 18,2″ E                           | Chine                     |            |
|                 | 13                                                                | Pont de Wanxian                              | 420           | 856             | béton             | 1997 | Wanzhou, Chongqing 30° 45′ 34,6″ N, 108° 25′ 09,4″ E                           | Chine                     | [ Note 1 ] |
|                 | 14                                                                | Pont de Caiyuanba                            | 420           | 1741            | acier             | 2007 | Chongqing 29° 32′ 35,6″ N, 106° 32′ 52,6″ E                                    | Chine                     | [ 9 ]      |
|                 | 15                                                                | Pont de Krk                                  | 416           | 1430            | béton             | 1980 | Krk (île) 45° 14′ 50,5″ N, 14° 34′ 14,5″ E                                     | Croatie                   |            |
|                 | 16                                                                | Pont de Qiubei Nanpanjiang                   | 416           | 852             | béton             | 2016 | Xian de Qiubei, Yunnan 24° 18′ 05,1″ N, 103° 48′ 54,6″ E                       | Chine                     | [ 10 ]     |
|                 | « 17 »(Archive.org • Wikiwix • Archive.is • Google • Que faire ?) | Pont de Lianxiang                            | 400           | 1345            | CFST              | 2007 | Xiangtan, Hunan 27° 53′ 24″ N, 112° 57′ 28,2″ E                                | Chine                     |            |
|                 | 18                                                                | Pont sur le Daninghe                         | 400           | 681             | acier             | 2010 | Wushan, Chongqing 31° 06′ 48,7″ N, 109° 53′ 22,9″ E                            | Chine                     |            |
| Image manquante | 19                                                                | Second Hengqin Bridge                        | 400           |                 | acier             | 2015 | Zhuhai, Guangdong 22° 09′ 21,3″ N, 113° 27′ 31,7″ E                            | Chine                     |            |
|                 | 20                                                                | Pont Fremont                                 | 382           | 656             | acier             | 1973 | Portland, Oregon 45° 32′ 16,6″ N, 122° 40′ 58,6″ O                             | États-Unis                |            |
|                 | 21                                                                | Pont de l'aéroport d'Hiroshima               | 380           | 800             | acier             | 2010 | Hiroshima 34° 27′ 26,7″ N, 132° 55′ 37,2″ E                                    | Japon                     |            |
|                 | 22                                                                | Pont Olovozavodskoy                          | 380           | 2097            | acier             | 2014 | Novossibirsk, Oblast de Novossibirsk 54° 58′ 29,9″ N, 82° 57′ 44,8″ E          | Russie                    |            |
| Image manquante | 23                                                                | Pont de Maocaojie                            | 368           | 2848            | CFST              | 2006 | Yiyang, Hunan 29° 03′ 43″ N, 112° 18′ 07″ E                                    | Chine                     |            |
|                 | 24                                                                | Pont de Port Mann                            | 366           | 2093            | acier             | 1964 | Surrey, Colombie-Britannique 49° 13′ 05,6″ N, 122° 48′ 41,8″ O                 | Canada                    |            |
| Image manquante | 25                                                                | Pont de Zhaohua                              | 364           | 864             | béton             | 2012 | Guangyuan, Sichuan 32° 18′ 04,1″ N, 105° 43′ 56,2″ E                           | Chine                     | [ 11 ]     |
|                 | 26                                                                | Pont de Žďákov                               | 362           | 543             | acier             | 1967 | Orlík nad Vltavou, Bohême-du-Sud 49° 30′ 15,8″ N, 14° 11′ 00,6″ E              | République tchèque        | [ 12 ]     |
|                 | « 27 »(Archive.org • Wikiwix • Archive.is • Google • Que faire ?) | Pont de Yajisha                              | 360           | 1084            | CFST              | 2000 | Guangzhou, Guangdong 23° 03′ 36,4″ N, 113° 16′ 08″ E                           | Chine                     |            |
|                 | 28                                                                | Pont ferroviaire de Wanzhou                  | 360           | 1106            | acier             | 2005 | District de Wanzhou, Chongqing 30° 46′ 11,2″ N, 108° 24′ 59,5″ E               | Chine                     | [ 13 ]     |
|                 | 29                                                                | Pont de Zongqihe                             | 360           |                 | CFST              | 2015 | Xian de Nayong, Guizhou 27° 01′ 22,8″ N, 105° 14′ 27,6″ E                      | Chine                     |            |
|                 | 30                                                                | Najiehe Railway Bridge                       | 352           |                 | acier             | 2016 | Liuchangxiang, Guizhou 26° 42′ 07,9″ N, 106° 09′ 46,8″ E                       | Chine                     |            |
|                 | 31                                                                | Pont des Amériques                           | 344           | 1655            | acier             | 1962 | Balboa, Panama (province) 8° 56′ 35″ N, 79° 33′ 54″ O                          | Panama                    | [ 14 ]     |
|                 | 32                                                                | Pont sur le Xiaohe                           | 338           | 503             | CFST              | 2010 | Enshi, Hubei 30° 11′ 39,3″ N, 109° 13′ 35,7″ E                                 | Chine                     |            |
|                 | 33                                                                | Pont de Taipinghu                            | 336           |                 | CFST              | 2007 | Huangshan, Anhui 30° 19′ 46,8″ N, 117° 57′ 03,9″ E                             | Chine                     | [ 15 ]     |
|                 | 34                                                                | Pont de Dashengguan (zh)                     | 336           | 9200            | acier             | 2009 | Nankin, Jiangsu 31° 57′ 35,4″ N, 118° 37′ 51,5″ E                              | Chine                     |            |
|                 | 35                                                                | Pont Laviolette                              | 335           | 2707            | acier             | 1967 | Trois-Rivières, Québec 46° 18′ 26,8″ N, 72° 33′ 41,8″ O                        | Canada                    |            |
| Image manquante | 36                                                                | Pont de Yonghe (Nanning)                     | 335           |                 | CFST              | 2004 | Nanning, Guangxi 22° 48′ 12,8″ N, 108° 17′ 30,8″ E                             | Chine                     |            |
|                 | 37                                                                | Silver Jubilee Bridge                        | 330           | 962             | acier             | 1961 | Runcorn - Widnes, Cheshire 53° 20′ 44,1″ N, 2° 44′ 17,6″ O                     | Royaume-Uni ( Angleterre) |            |
|                 | 38                                                                | Pont de Jiangjiehe                           | 330           | 461             | béton             | 1993 | Weng'an, Guizhou 27° 17′ 55,4″ N, 107° 22′ 17,6″ E                             | Chine                     |            |
|                 | 39                                                                | Pont de Birchenough                          | 329           | 378             | acier             | 1935 | Chipinge, Manicaland 19° 57′ 43,4″ S, 32° 20′ 39,5″ E                          | Zimbabwe                  |            |
|                 | 40                                                                | Pont du lac Roosevelt                        | 329           |                 | acier             | 1990 | Comté de Gila - Comté de Maricopa, Arizona 33° 40′ 26″ N, 111° 09′ 25,1″ O     | États-Unis                |            |
|                 | 41                                                                | Mike O'Callaghan-Pat Tillman Memorial Bridge | 323           | 579             | béton             | 2010 | Boulder City (Nevada, Arizona) 36° 00′ 44,8″ N, 114° 44′ 29,4″ O               | États-Unis                | [ 16 ]     |
|                 | 42                                                                | Glen Canyon Dam Bridge                       | 313           | 387             | acier             | 1959 | Page, Arizona 36° 56′ 08,5″ N, 111° 28′ 59,8″ O                                | États-Unis                |            |
|                 | « 43 »(Archive.org • Wikiwix • Archive.is • Google • Que faire ?) | Pont de Yongjiang                            | 312           | 458             | béton             | 1996 | District de Yongning, Guangxi 22° 45′ 51,3″ N, 108° 29′ 06,1″ E                | Chine                     |            |
|                 | « 44 »(Archive.org • Wikiwix • Archive.is • Google • Que faire ?) | Pont de Chunan Nanpu                         | 308           | 330             | CFST              | 2003 | Xian de Chun'an, Zhejiang 29° 40′ 04,1″ N, 118° 49′ 28,4″ E                    | Chine                     |            |
|                 | 45                                                                | Pont de Dunaújvárosi                         | 308           | 1670            | acier             | 2007 | Dunaújváros, Fejér 46° 54′ 12,1″ N, 18° 57′ 30″ E                              | Hongrie                   |            |
|                 | 46                                                                | Pont Lewiston-Queenston                      | 305           | 488             | acier             | 1962 | Lewiston, New York - Queenston, Ontario 43° 09′ 10,7″ N, 79° 02′ 40,2″ O       | États-Unis Canada         |            |
|                 | 47                                                                | Gladesville Bridge                           | 305           | 488             | béton             | 1964 | Sydney 33° 50′ 31,8″ S, 151° 08′ 52,4″ E                                       | Australie                 |            |
|                 | 48                                                                | Pont Shin Kizugawa                           | 305           | 495             | acier             | 1994 | Osaka, Préfecture d'Ōsaka 34° 37′ 33″ N, 135° 27′ 46,9″ E                      | Japon                     |            |
|                 | 49                                                                | Pont Perrine                                 | 303           | 457             | acier             | 1974 | Twin Falls, Idaho 42° 36′ 02,9″ N, 114° 27′ 12,6″ O                            | États-Unis                |            |
|                 | 50                                                                | Van Brienenoordbrug                          | 300           | 1320            | acier             | 1991 | Rotterdam 51° 54′ 12,1″ N, 4° 32′ 34,9″ E                                      | Pays-Bas                  |            |
|                 | 51                                                                | Pont Seri Saujana                            | 300           | 300             | acier             | 2003 | Putrajaya 2° 54′ 48,1″ N, 101° 40′ 35,3″ E                                     | Malaisie                  |            |
|                 | 52                                                                | Pont de Chancheng Dongping                   | 300           | 1427            | acier             | 2006 | Foshan, Guangdong 22° 58′ 39,1″ N, 113° 07′ 04,1″ E                            | Chine                     |            |
|                 | 53                                                                | Pont de Nanning                              | 300           | 734             | acier             | 2009 | Nanning, Guangxi 22° 47′ 09″ N, 108° 22′ 04,2″ E                               | Chine                     |            |
| Image manquante | 54                                                                | Pont de Tsakona                              | 300           | 490             | acier             | 2016 | Meligalás - Paradísia, Péloponnèse 37° 17′ 47,4″ N, 22° 01′ 33,6″ E            | Grèce                     |            |

## Ponts en construction et en projet
Les grands ponts en arc de portée supérieure à 200 mètres en construction ou en projet sont les suivants.
|                 | Rang | Nom                                           | Portée mètres | Longueur mètres | Matériau de l’arc | Date | Localisation                                                                                     | Pays       | Ref.   |
| --------------- | ---- | --------------------------------------------- | ------------- | --------------- | ----------------- | ---- | ------------------------------------------------------------------------------------------------ | ---------- | ------ |
| Image manquante | 1    | Sharq Crossing                                | 700           |                 | acier             | 2022 | Doha 25° 19′ 15,5″ N, 51° 32′ 50,8″ E                                                            | Qatar      |        |
| Image manquante | 2    | Xiangxi Yangtze River Bridge                  | 508           |                 | CFST              | 2018 | Xian de Zigui, Hubei 30° 57′ 32,2″ N, 110° 45′ 33,9″ E                                           | Chine      |        |
| Image manquante | 3    | Pont d'Hejiang                                | 507           | 1560            | CFST              | 2018 | Xian de Hejiang, Sichuan 28° 49′ 13″ N, 105° 49′ 58,6″ E                                         | Chine      | [ 17 ] |
| Image manquante | 4    | Nujiang Railway Bridge Darui                  | 490           |                 | acier             | 2018 | Lamengxiang, Yunnan 24° 44′ 53,5″ N, 98° 56′ 55,2″ E                                             | Chine      |        |
| Image manquante | 5    | Pont de Chenab                                | 467           | 1509            | acier             | 2020 | Reasi, Jammu-et-Cachemire 33° 09′ 03″ N, 74° 52′ 58,7″ E                                         | Inde       | [ 18 ] |
| Image manquante | 6    | Daduhe Bridge Tianwan                         | 466           |                 | CFST              | 2020 | Xian de Shimian, Sichuan 29° 28′ 12,6″ N, 102° 10′ 49,4″ E                                       | Chine      |        |
| Image manquante | 7    | Guantang Bridge                               | 457           |                 | acier             | 2019 | Liuzhou, Guangxi 24° 23′ 05,7″ N, 109° 29′ 39,8″ E                                               | Chine      |        |
| Image manquante | 8    | Pont de Daxiaojing                            | 450           |                 | CFST              | 2019 | Dongdangxiang, Guizhou 25° 32′ 54,5″ N, 106° 51′ 47,1″ E                                         | Chine      |        |
| Image manquante | 9    | Pont ferroviaire de Yachi                     | 436           |                 | CFST              | 2018 | Xian de Qianxi, Guizhou 26° 53′ 03,5″ N, 106° 17′ 24,2″ E                                        | Chine      |        |
| Image manquante | 10   | Pont ferroviaire de Zangmu                    | 430           |                 | CFST              | 2019 | Jiachazhen, Tibet 29° 11′ 40,8″ N, 92° 30′ 40,6″ E                                               | Chine      |        |
| Image manquante | 11   | Pont de Zhaozhuang                            | 410           |                 | CFST              | 2020 | Xingyi, Guizhou 25° 07′ 05,7″ N, 104° 58′ 39,9″ E                                                | Chine      |        |
| Image manquante | 12   | Viaduc du réservoir d'Alcántara (río Almonte) | 384           | 996             | béton             | 2017 | Cáceres, Estrémadure 39° 41′ 10,7″ N, 6° 27′ 39,6″ O                                             | Espagne    | ,      |
| Image manquante | 13   | Yelanghe Railway Bridge                       | 370           |                 | béton             | 2017 | Yelangzhen, Guizhou 28° 24′ 25,2″ N, 106° 49′ 14,5″ E                                            | Chine      |        |
| Image manquante | 14   | Zhunshuo Railway Yellow River Bridge          | 357           |                 | CFST              | 2017 | Bannière de Jungar, Mongolie-Intérieure - Xian de Hequ, Shanxi 39° 26′ 20,7″ N, 111° 21′ 16,9″ E | Chine      |        |
|                 | 15   | Pont-métro Podolskyi                          | 344           | 4432            | acier             |      | Kiev 50° 28′ 18″ N, 30° 32′ 40″ E                                                                | Ukraine    | [ 21 ] |
|                 | 16   | Margaret McDermott Bridge                     | 343           |                 | acier             | 2017 | Dallas 32° 46′ 13,4″ N, 96° 49′ 06,6″ O                                                          | États-Unis |        |
| Image manquante | 17   | Pont ferroviaire de Lancangjiang              | 342           | 698             | CFST              | 2018 | Shanyangxiang - Shuizhaixiang, Yunnan 25° 17′ 24,5″ N, 99° 21′ 00,2″ E                           | Chine      |        |
| Image manquante | 18   | Meishan Chunxiao Bridge                       | 336           | 1970            | acier             | 2017 | Ningbo, Zhejiang 29° 46′ 02,5″ N, 121° 55′ 33,8″ E                                               | Chine      |        |
| Image manquante | 19   | Hutong North Bridge                           | 336           | 11072           | acier             | 2019 | Nantong - Suzhou, Jiangsu 32° 02′ 18,4″ N, 120° 42′ 52,5″ E                                      | Chine      |        |
| Image manquante | 20   | Yibin Jinsha River Road Rail Bridge           | 336           | 1875            | CFST              | 2017 | Yibin, Sichuan 28° 44′ 08,5″ N, 104° 35′ 03,8″ E                                                 | Chine      |        |
| Image manquante | 21   | Viaduc du réservoir d'Alcántara (Tage)        | 324           | 1488            | béton             | 2017 | Cáceres, Estrémadure 39° 42′ 59,1″ N, 6° 26′ 35,3″ O                                             | Espagne    | [ 22 ] |
| Image manquante | 22   | Fenghuang Third Bridge                        | 308           |                 | acier             | 2017 | District de Nansha, Guangdong 22° 44′ 44″ N, 113° 30′ 39,8″ E                                    | Chine      |        |
| Image manquante | 23   | Pont de Xianghuoyan                           | 300           |                 | CFST              | 2017 | Hefengxiang, Guizhou 26° 57′ 48″ N, 106° 55′ 02,4″ E                                             | Chine      |        |
| Image manquante | 24   | Guang'an Sheng River Bridge                   | 300           |                 |                   | 2017 | Guang'an, Sichuan 30° 27′ 43,1″ N, 106° 40′ 35″ E                                                | Chine      |        |
| Image manquante | 25   | Cuijiaying Hanjiang Bridge                    | 300           |                 |                   | 2019 | Xiangyang (préfecture), Hubei 31° 58′ 13″ N, 112° 10′ 30″ E                                      | Chine      |        |

## Histoire des plus longues portées
Le tableau suivant répertorie les différents records successifs des plus longues travées, du plus récent au plus ancien.
| Nom                        | Portée mètres | Terminé en | Matériau de l’arc | Pays       | Notes |
| -------------------------- | ------------- | ---------- | ----------------- | ---------- | --- |
| Pont de Chaotianmen        | 552           | 2009       | acier             | Chine      | Actuelle plus longue portée. |
| Pont de Lupu               | 550           | 2003       | acier             | Chine      | |
| New River Gorge Bridge     | 518           | 1977       | acier             | États-Unis | |
| Bayonne Bridge             | 504           | 1931       | acier             | États-Unis | |
| Hell Gate Bridge           | 310           | 1916       | acier             | États-Unis | |
| Honeymoon Bridge (en)      | 256           | 1898       | acier             | États-Unis | Détruit en 1938. |
| Pont Dom-Luís              | 172           | 1886       | fer forgé         | Portugal   | Encore la plus longue portée d'un pont en fer. |
| Viaduc de Garabit          | 165           | 1884       | fer forgé         | France     | Viaduc ferroviaire |
| Eads Bridge                | 158           | 1874       | acier             | États-Unis | |
| Pont de Trezzo             | 72            | 1377       | pierre            | Italie     | Détruit en 1416. Les plus grandes arches existantes furent alors celle du pont de Vieille-Brioude (54 m, France) construite en 1479 puis celle du pont de Wearmouth construite en 1796 (72 m, Angleterre). |
| Pont Scaliger              | 49            | 1356       | pierre            | Italie     | |
| Pont du Diable (Céret)     | 45            | 1341       | pierre            | France     | |
| Pont de la Madeleine       | 38            | 1300       | pierre            | Italie     | |
| Pont du diable (Martorell) | 37            | 1289       | pierre            | Espagne    | |

## Records notables
Les records basés sur d'autres critères que les travées principales sont sans cesse repoussés grâce aux avancées technologiques et au besoin de franchir des brèches de plus en plus longues et contraignantes. Celui du plus haut pont en arc, acquis par le pont Suiboteilu Beipanjiang en 2001 avec 275 m au-dessus de la rivière Beipanjiang fut battu en 2009 par le Pont de Zhijinghe, construit à 294 m au-dessus de la rivière Zijia.
| Nom                                  | Record |
| ------------------------------------ | --- |
| Records actuels                      | |
| Pont de Zhijinghe                    | Plus haut pont en arc (tablier à 294 m au-dessus de la rivière Zijia) Plus grand pont en arc de tunnel à tunnel Plus haut pont en arc de tunnel à tunnel |
| Harbour Bridge                       | Pont en arc le plus large (48,8 m) |
| Pont de Wanxian                      | Plus grande portée en arc en béton (420 m) |
| Futurs records                       | |
| Pont de Chenab mise en service: 2015 | Plus haut pont en arc (tablier à 321 m au-dessus de la rivière Chenab)                                                                                   |